# Stade Daciano-Colbachini
 (avril 2025).
Motif : Absence de sources secondaires
- Archive Wikiwix
- Bing
- Cairn
- DuckDuckGo
- E. Universalis
- Gallica
- Google
- G. Books
- G. News
- G. Scholar
- Persée
- Qwant
- (zh) Baidu
- (ru) Yandex
- (wd) trouver des œuvres sur Wikidata

| 1. | Préciser le motif de la pose du bandeau. | Précisez le motif de la pose du bandeau en utilisant la syntaxe suivante : {{admissibilité à vérifier\|date=avril 2025\|motif=remplacez ce texte par le motif}}                               |
| 2. | Informer les utilisateurs concernés.     | Pensez à avertir le créateur de l'article, par exemple, en insérant le code ci-dessous sur sa page de discussion : {{subst:avertissement admissibilité à vérifier\|Stade Daciano-Colbachini}} |

 (avril 2025).
Le stade Daciano-Colbachini, ancien stadio Littorio, est un stade situé dans la ville de Padoue en Italie, inauguré en 1929.

## Histoire
De 1987 à 1993, il héberge le meeting de la ville de Padoue. Rénové en 2018, il redevient le stade principal pour ce meeting.
Il porte le nom d'un athlète demi-finaliste aux Jeux olympiques de 1912 et 1920.
De 1956 à 1978, c'est le stade du Gruppo Sportivo Fiamme Oro Rugby.